# Nyköpings östra församling
Nyköpings östra församling var en församling i Strängnäs stift och i Nyköpings kommun i Södermanlands län. Församlingen uppgick 1989 i Nyköpings Alla Helgona församling, och ingår sedan 2014 i Nyköpings församling.

## Administrativ historik
Församlingen framkommer i skriftliga källor 1559. Tillsammans med  Helgona och Svärta ingick församlingen i ett pastoratet till 1989 med Svärta församling som moderförsamling mellan 1559 och 11 mars 1561, därefter till slutet av 1500-talet med Helgona som moderförsamling för att därefter med Nyköpings östra församling som moderförsamling. Församlingen uppgick 1989 i Nyköpings Alla Helgona församling.

## Kyrkoherdar
| Ämbetstid | Namn                        | Levnadstid | Övrigt                                           |
| --------- | --------------------------- | ---------- | ------------------------------------------------ |
|           | Sigge                       |            |                                                  |
| 1364      | Nils                        |            |                                                  |
| 1402–1409 | Johannes                    |            |                                                  |
| 1410      | Peder Anders                |            |                                                  |
| 1443–1445 | Anders                      |            |                                                  |
| 1451      | Jacobus Badosoni            |            |                                                  |
| 1460–1470 | Nils i Kråkelund            |            |                                                  |
| 1480–1486 | Anders i Kråkelund          |            |                                                  |
| 1496      | Laurentius Birgeri          |            |                                                  |
| 1518      | Erik i Kråkelund            |            |                                                  |
| 1526–1529 | Michael Kristierni          |            |                                                  |
| 1533      | Olof i Kråkelund            |            |                                                  |
| 1543      | Karl Pauli                  |            |                                                  |
| 1578      | Dominus Lars                |            |                                                  |
| 1587      | Martinus Buller             | –1587      |                                                  |
| 1588–1593 | Laurentius Erici            |            |                                                  |
| 1595–1607 | Herr David                  |            |                                                  |
| 1610–1620 | Nicolaus Jacobi Bothniensis |            | Senare kyrkoherde i Örebro församling.           |
| 1620–1638 | Joakim Iheringius           | –1657      | Senare biskop i Revals stift.                    |
| 1641–1651 | Andreas Magni Julinus       | 1598–1673  | Senare kyrkoherde i Nyköpings västra församling. |
| 1651–1655 | Magnus Jonae Agriconnius    | 1604–1655  |                                                  |
| 1657–1659 | Ericus Olai Enhörning       | 1606–1659  |                                                  |
| 1660–1674 | Johannes Olai Luth          |            | Senare kyrkoherde i Nyköpings västra församling. |
| 1674–1678 | Abraham Nicolai Walingius   | 1641–1681  | Senare kyrkoherde i Nyköpings västra församling. |
| 1679–1683 | Olaus Erici Rosendalius     | 1642–1685  | Senare kyrkoherde i Nyköpings västra församling. |
| 1683–1686 | Johannes Erici Sigtunius    | 1645–1698  | Senare kyrkoherde i Arboga församling.           |
|           | Ericus Petri Staf           | 1632–1697  | Utnämnd.                                         |
| 1686–1690 | Olaus Sparrman              | 1640–1690  |                                                  |
| 1690–1692 | Magnus Johannis Melander    | 1630–1693  | Senare kyrkoherde i Nyköpings västra församling. |
| 1692–1693 | Johannes Benedicti Ullberg  | –1693      | Senare kyrkoherde i Nyköpings västra församling. |
| 1693–1709 | Jonas Simonis Loeth         | 1650–1709  |                                                  |
| 1710      | Nils Hjort                  | 1665–1710  |                                                  |
| 1710–1723 | Ericus Andreae Forss        | 1665–1732  | Senare kyrkoherde i Nyköpings västra församling. |
| 1725–1733 | Andreas Samuelis Pihl       | 1679–1752  | Senare kyrkoherde i Nyköpings västra församling. |
| 1735–1763 | Jacob Serenius              | 1700–1776  | Senare biskop i Strängnäs stift.                 |
| 1763–1779 | Andreas Svenonius Flodman   | 1724–1779  |                                                  |
| 1780–1835 | Nils Grandelius             | 1745–1835  |                                                  |
| 1836–1852 | Georg Stolpe                | 1775–1852  |                                                  |
| 1854–1881 | Pehr Thyselius              | 1808–1881  |                                                  |
| 1884–1898 | Karl Karlson                | 1831–1900  |                                                  |

## Kyrkor
- Alla Helgona kyrka